# Operational Readiness
Operational Readiness bedeutet, dass die Organisation und das Produkt oder der Service eines Betriebs betriebsbereit sind. Die meisten Unternehmen definieren dies formlos, aber bei komplexen Geschäftsprozessen und/oder einem komplexen Angebot ist es sinnvoll sich explizit damit zu befassen, damit die gewünschte Qualität direkt beim Start des Produkts oder des Service erbracht werden kann.

## Entstehung
Der Terminus Operational Readiness ist dem amerikanischen Militärjargon entlehnt und fand zunächst kommerzielle Anwendung in der Atomindustrie. Daher rühren die sehr militärisch klingenden Bezeichnungen. Im anglizistischen Sprachraum ist Operational Readiness ein gängiger Begriff im Projektmanagement.

## Anwendung
Im deutschsprachigen Raum ist vor allem der Operational Readiness Test (ORT) ein Begriff. Dieser stellt den Abschluss der Produktentwicklung dar. Mit der Erklärung der Betriebsfähigkeit (RfS: Ready for Service, angelehnt an RfA: Ready for Action, kampfbereit) wird das Produkt oder der Service zur Vermarktung freigegeben. ORTs sollten deshalb eng von Marketing und Vertrieb begleitet werden.